# H.M. Konungens hovstat
H.M. Konungens hovstat är en enhet inom de svenska kungliga hovstaterna som ansvarar för Carl XVI Gustafs officiella program. Den ansvarar även för Prins Carl Philips och Prinsessan Sofias verksamhet.

## Chefer
- 2015–2019: Lars-Erik Tindre
- 2019–2022: Göran Lithell[1]
- 2023–2025: Andreas Ershammar[2]